# تک‌یاخته‌شناسی
تک‌یاخته‌شناسی (به انگلیسی: Protozoology) مطالعه موجوداتی به نام تک یاخته‌ها است. تک یاخته‌ها زیر مجموعه‌ای از سلسله آغازیان (به انگلیسی: Protista) می‌باشد. تک یاخته‌ها موجودات زنده ای هستند که تقریباً در تمامی زیستگاه‌ها توانایی زندگی کردن دارند. همه انسان‌ها در بدن خود دارای تک یاخته‌هایی هستند.
آنتونی فان لیوونهوک اولین کسی بود که تک یاخته را با استفاده از میکروسکوپی که خودش ساخته بود کشف کرد.